# Veinticinco de Mayo (departamento do Chaco)
Veinticinco de Mayo é um departamento da Argentina, localizado na província do Chaco.